# Empilhamento (química)

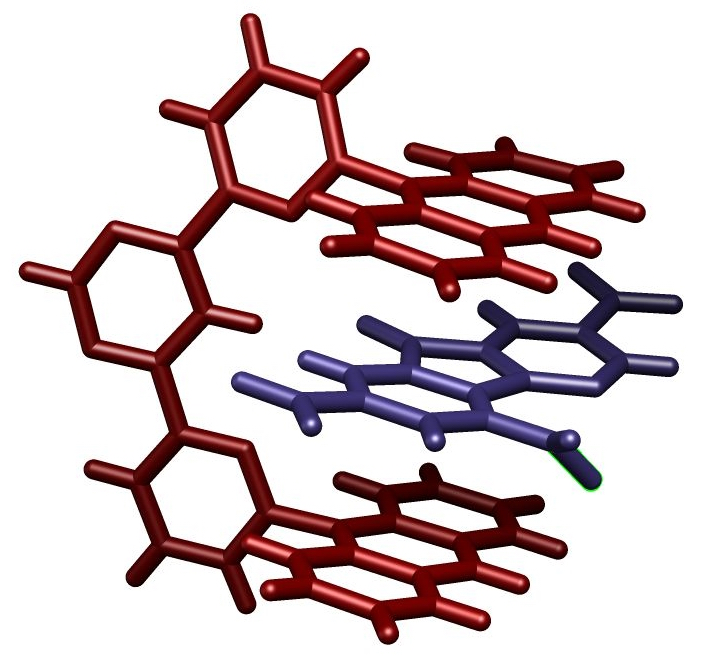
Estrutura cristalina de um trinitrofluorene ligados em pinças moleculares através de interações de empilhamento aromático. Descrito por Lehn e colegas de trabalho.

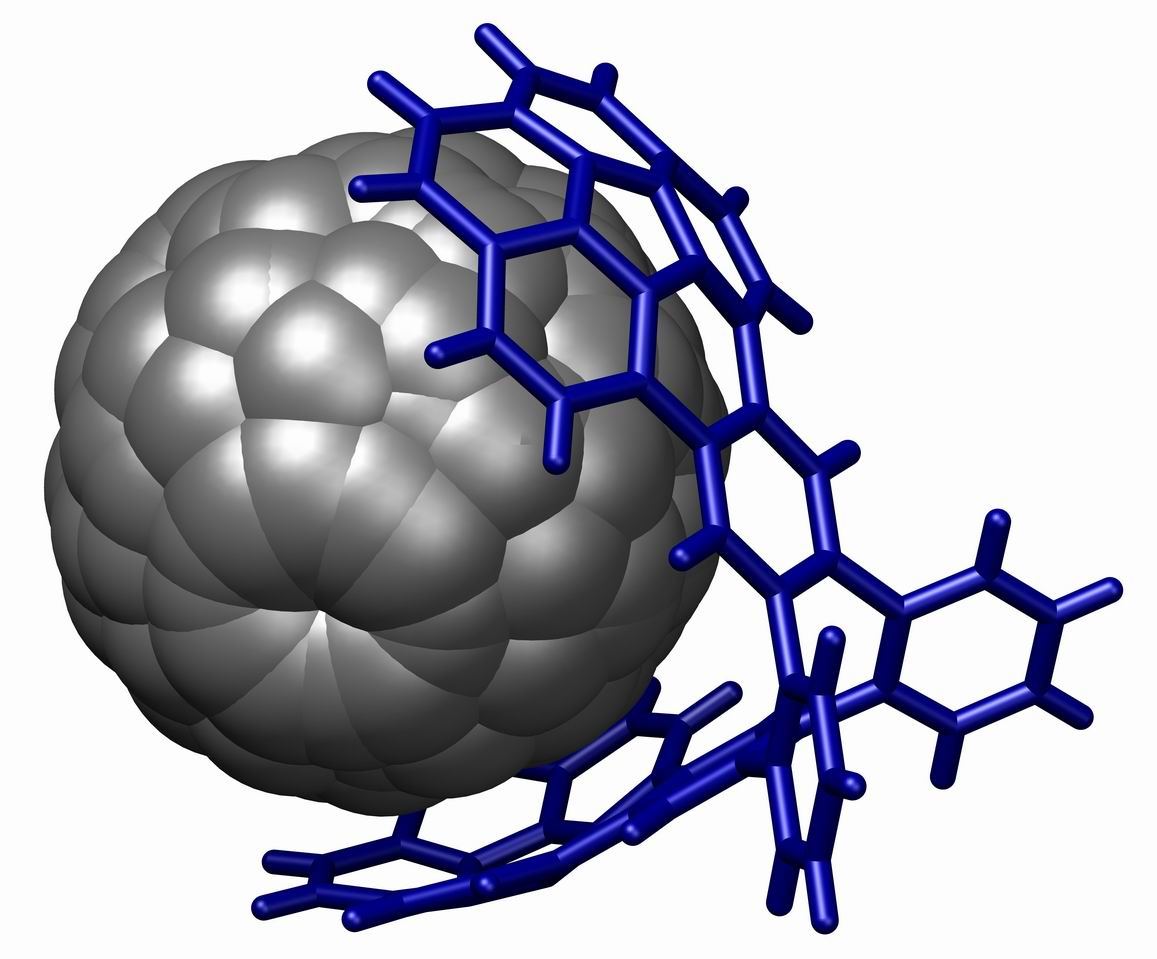
Estrutura cristalina de um fulereno ligado em um "apanhador" através de interações de empilhamento aromáticos. Descrito por Sygula e colegas de trabalho.

Empilhamento em química supramolecular refere-se a um arranjo empilhado frequentemente de moléculas aromáticas, que são adotadas devido às interações interatômicas. O exemplo mais comum de um sistema de empilhamento é encontrado por pares de bases consecutivos de DNA. O empilhamento também frequentemente ocorre em proteínas onde dois anéis relativamente não polares são sobrepostos. Quais forças intermoleculares contribuem para o fenômeno do empilhamento é uma questão de debate.